# 甸尾站
甸尾站是一个成昆线、峨广铁路上的铁路车站，位于云南省楚雄彝族自治州禄丰市广通镇甸尾村北的过路村，建于1970年，邮政编码为651224。
甸尾站离成都站943公里，离昆明站157公里，目前为四等站，属昆明铁路局。目前不办理旅客乘降；不办理行李、包裹托运；货运仅办理专用线、专用铁道整车货物发到，主要发送货品为木材和当地农副产品，主要到达品为化肥、日杂、钢材及建筑材料，为成昆铁路楚雄州境内除广通站外的最大车站:396。

## 概要
甸尾站原规划为曲线会让站，后为行车条件考虑改为直线车站。车站投入运营后由于站址地势较佳、交通便利、既有广通站货运设施有限等因素，车站被扩建为设有6条股道、办理货物业务的中间站:4,37。
广大铁路建设期间新建本站至广通北站的上行联络线，车站为此于2013年进行拨线改造。永广复线铁路于本站出岔，为此车站又新建了至广通北的下行联络线。2019年10月9日车站进行拨接改造、正式接入永广铁路。
甸尾站设有6条到发线、5条货物线、2条安全线及1条牵出线，站舍总面积5134平方米:396。车站设有通往新储物流、添禄商贸甸尾粮转站、云南农业生产资料股份有限公司、广通林业、云南供储广通物流、禄丰广通物资储运及禄丰德润物资储运等单位的专用线。
车站附近设有甸尾烈士陵园。

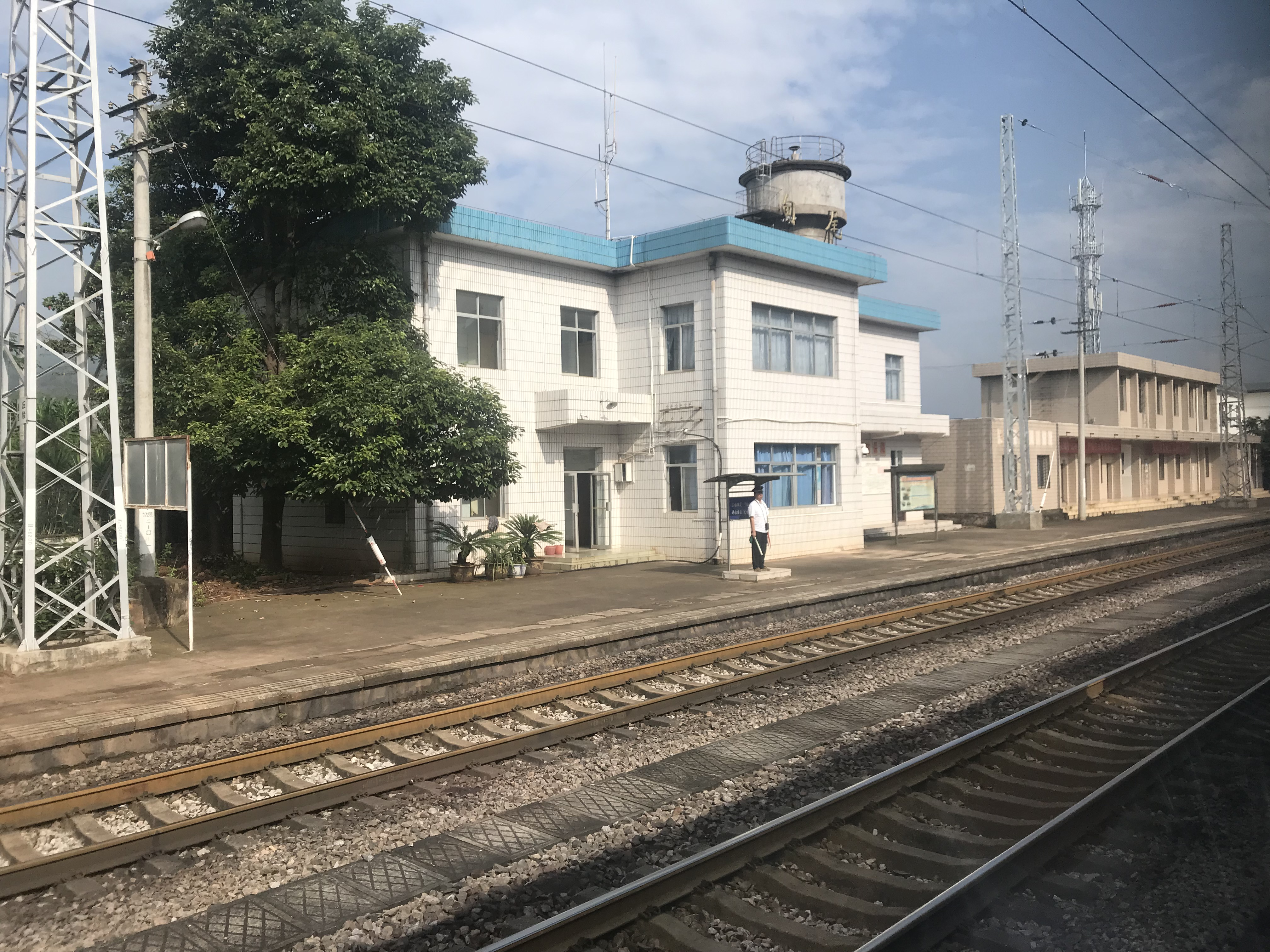
车站行车室
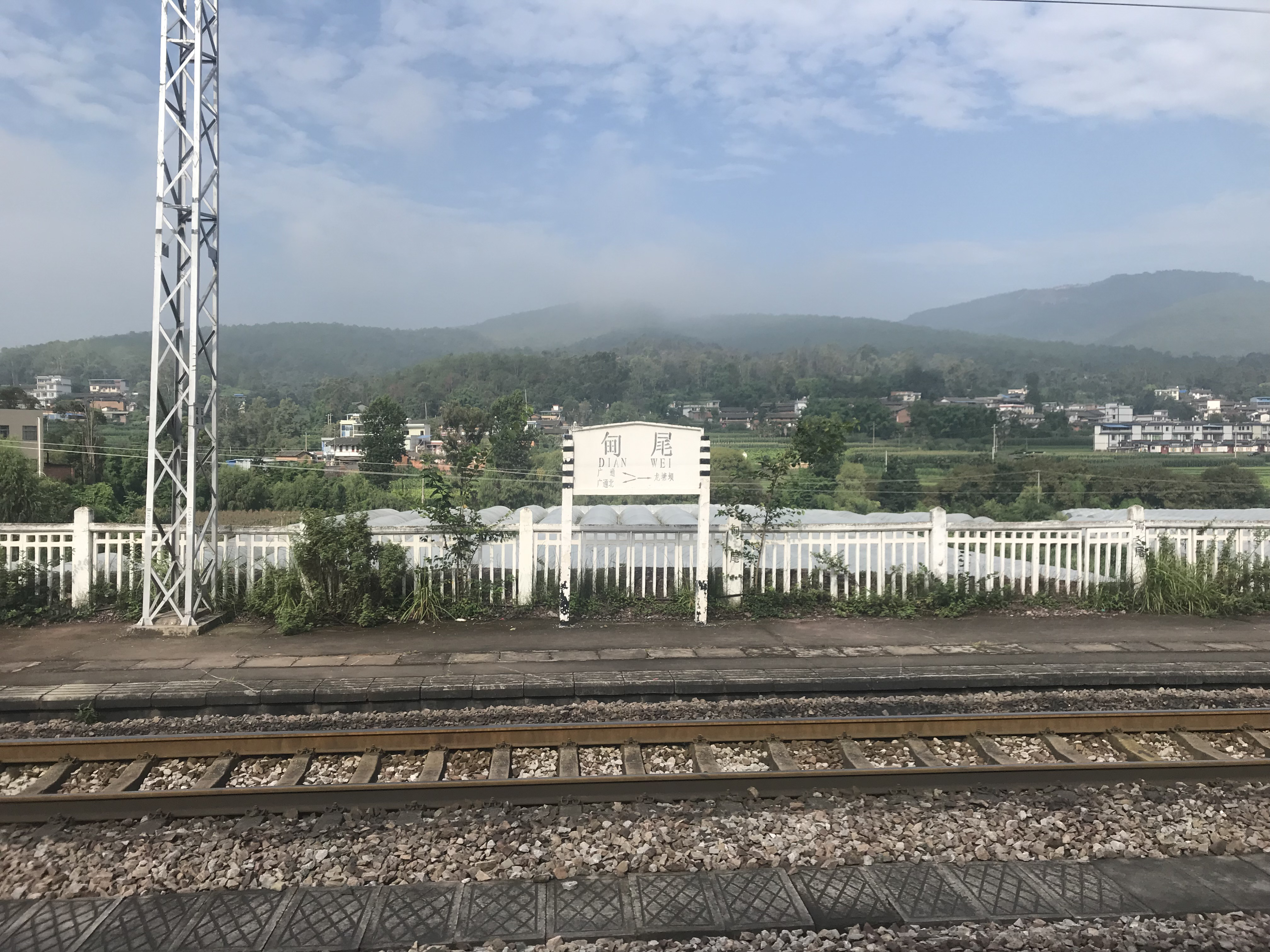
车站站牌
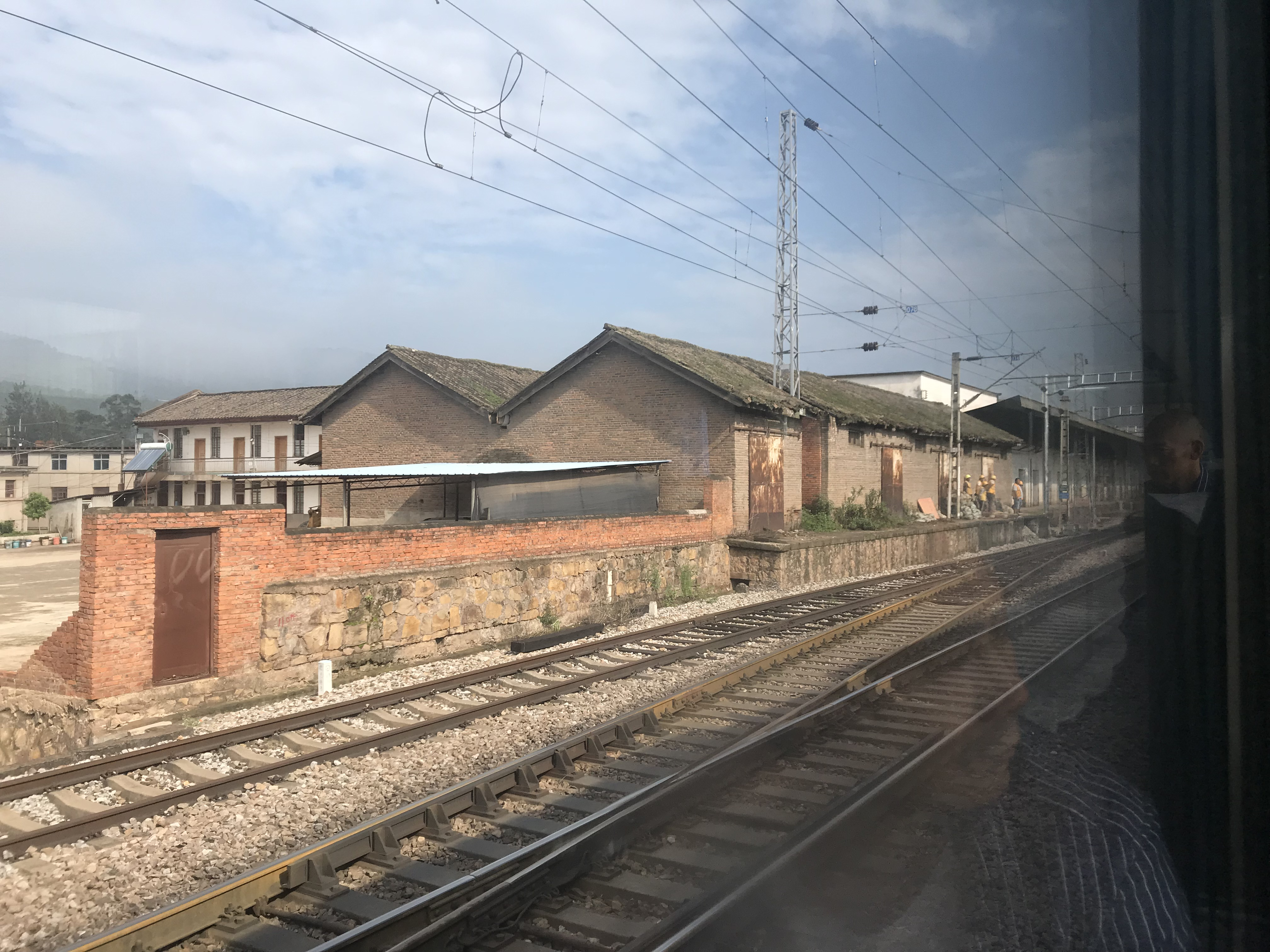
车站货场
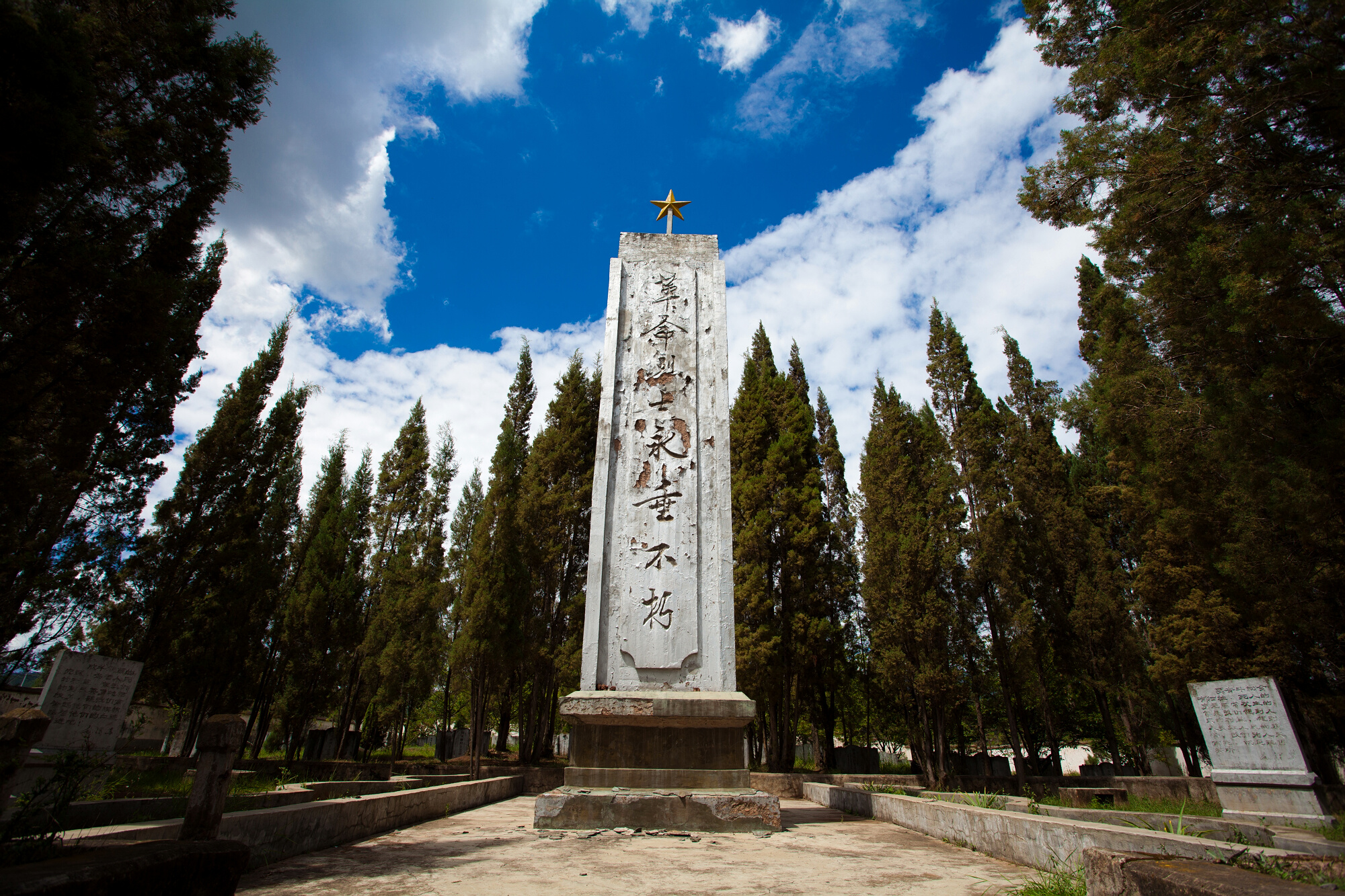
甸尾烈士陵园